# Brezje, Grebinj
Brezje (nemško Wriesen) je naselje v Občini Grebinj v Okraju Velikovec na Koroškem v Avstriji.